# ダメ男に復讐する方法
『ダメ男に復讐する方法』（ダメおとこにふくしゅうするほうほう、The Other Woman）は、2014年にアメリカ合衆国で製作されたロマンティック・コメディ映画。監督をニック・カサヴェテスが務めた。出演はキャメロン・ディアス、レスリー・マン、ケイト・アプトン、ニコライ・コスター＝ワルドー、ニッキー・ミナージュ、テイラー・キニー、ドン・ジョンソン。
日本では劇場公開されず、ビデオスルーとなった。

## ストーリー
弁護士のカーリーは仕事では成功を収めているが未だに独身であり、現在付き合っているダメ男のマークといずれは結婚したいと考えていた。ある夜、カーリーは内緒でマークの自宅を訪れるが、そこで彼女を出迎えたのは彼の妻であるケイトだった。思いもよらない出来事にその場を逃げ出したカーリーだったが、後日なんとケイトが彼女のオフィスにやってくる。話をしていくうちに次第に打ち解けていくカーリーとケイトだったが、その話の中でマークには他にも愛人がいるのではないかという疑いが浮上する。こうしてマークの追跡を開始した二人だったが、そこで彼はアンバーという若い女性とも交際しており、二人で休暇を過ごしていることを知る。ふとした成り行きからアンバーにも真実を話したカーリーとケイトは、三人で憎きマークへの復讐を開始することを決意する。

## キャスト
※括弧内は日本語吹替
- カーリー・ホイットン - キャメロン・ディアス（安藤麻吹）
- ケイト・キング - レスリー・マン（深水由美）
- アンバー - ケイト・アプトン（笹森亜希）
- マーク・キング - ニコライ・コスター＝ワルドー（川中子雅人）
- リディア - ニッキー・ミナージュ
- フィル - テイラー・キニー
- フランク - ドン・ジョンソン（菊本平）